# Viby Centret
Viby Centret er et indkøbscenter opført i 1970, i Aarhus-bydelen Viby. Centeret har årligt mere end 2,3 mio. besøgende og en omsætning på 507 mio. kr.
Oprindeligt var Viby Centret et udendørs center i form af en strøggade, men blev i forbindelse med en gennemgribende renovering i 1990 et overdækket center, med 500 kælderparkeringspladser. Dog er en enkelt gade som huser Danske Bank forblevet udendørs. Centeret er beliggende på det nordlige hjørne af Viby Torv ved krydset mellem Skanderborgvej og Ydre Ringvej overfor den gamle Viby Kirke.
- Arkaden i Viby Centret
- Rundgangen på anden etage i Arkaden